# Moritz Lotze
Moritz Lotze (Freiberg, 17 novembre 1809 – Monaco di Baviera, 16 aprile 1890) è stato un fotografo tedesco che fondò un importante studio a Verona. Importantissimo fu il suo contributo nel raccontare le profonde trasformazioni avvenute nel Triveneto nel XIX secolo.

## Biografia
Studiò come pittore a Dresda. Nel 1830, a Monaco, conobbe il litografo Franz Hanfstaengl che, nel volgere di pochi anni, sarebbe diventato il più grande fotografo bavarese del XIX secolo. Nel 1838 sposò la sorella dell'Hanfstaengl, Barbara, da cui ebbe otto figli.

## Lo studio a Verona
Lotze fondò il proprio studio fotografico nella città di Verona nel 1852 e in breve tempo diventò uno dei più qualificati del nord italia. All'attività vi parteciparono, a vario titolo, anche i figli Emil e Richard (che si uccise nel 1909 utilizzando i veleni usati per lo sviluppo fotografico).
Nel 1856, lo Studio Lotze venne incaricato di documentare fotograficamente l'esecuzione dei lavori infrastrutturali per la costruzione della ferrovia da Verona a Bolzano, inaugurata poi nel 1858. A seguito dell'ottimo lavoro seguirono altri incarichi come la documentazione della costruzione della strada ferrata della Val Pusteria, inaugurata nel 1871 e della tratta da Udine a Tarvisio della ferrovia Pontebbana del 1878.
Oltre che per le strade ferrate, Lotze fu incaricato di documentare anche alcune opere che venivano realizzate in quegli anni a Verona. Di grande importanza le fotografie destinate a illustrare, nel 1859, il libro del naturalista Abramo Massalongo dedicato ai fossili dell'Agro Veronese, una delle prime opere scientifiche corredate di fotografie. Sicuramente è ricordato per l'importante lavoro di fotografia relativa alle fortificazioni austriache che vennero edificate in gran numero durante la dominazione asburgica della città, lavoro commissionatogli nel 1866 dal Genio Militare austriaco e realizzato in soli venticinque giorni. Nel 1867, all'Esposizione Universale di Parigi, venne premiato con la medaglia di bronzo per le Vues photographiques du Tyrol Meridional, realizzate in collaborazione col figlio Emil. Inoltre si occupò della documentazione fotografica della costruzione del canale Camuzzoni (intorno al 1884) e, insieme al figlio Richard, dell'acquedotto di Verona (intorno al 1886).

## Galleria d'immagini
Ecco alcune fotografie scattate da Moritz Lotze:

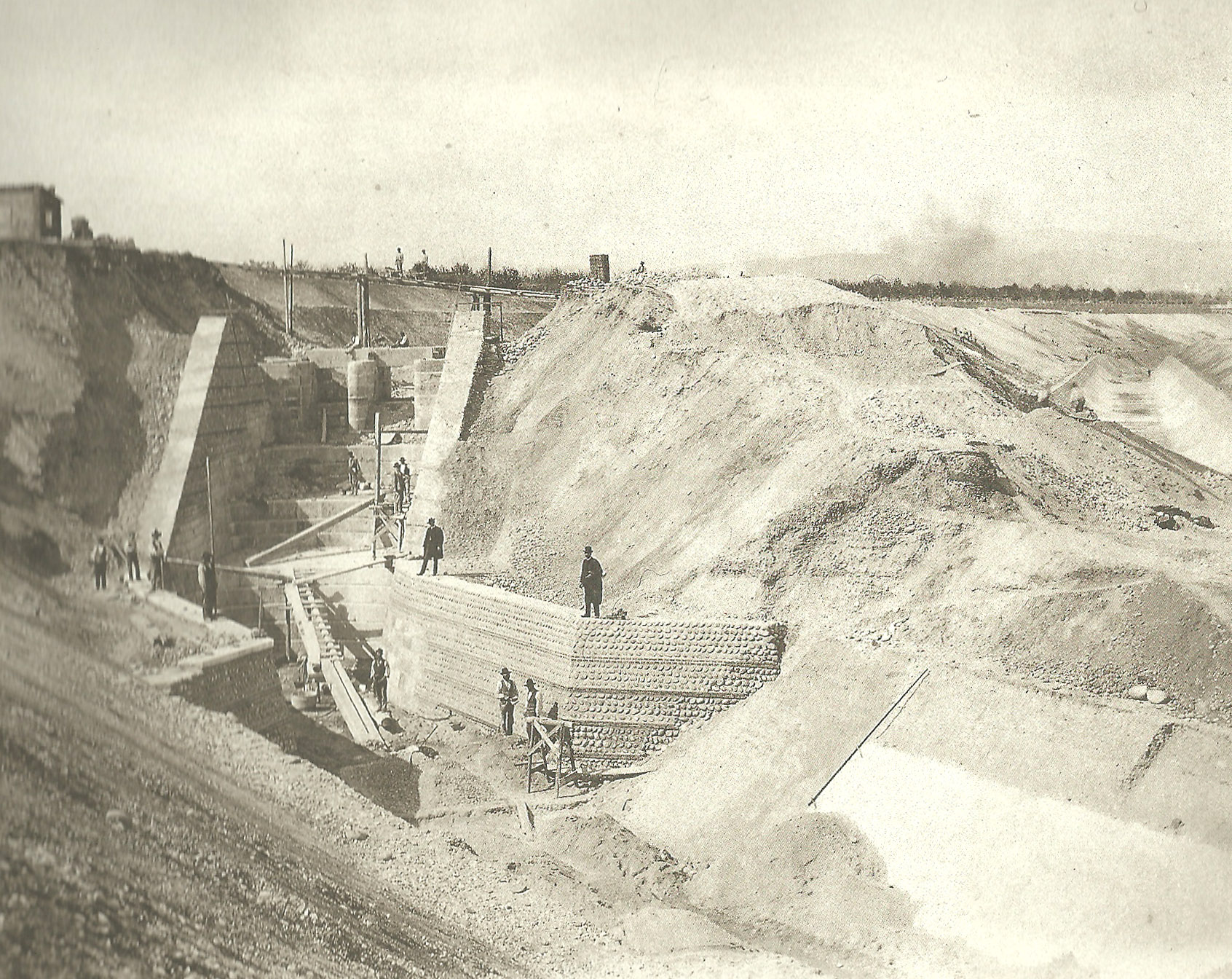
Costruzione del Canale Camuzzoni
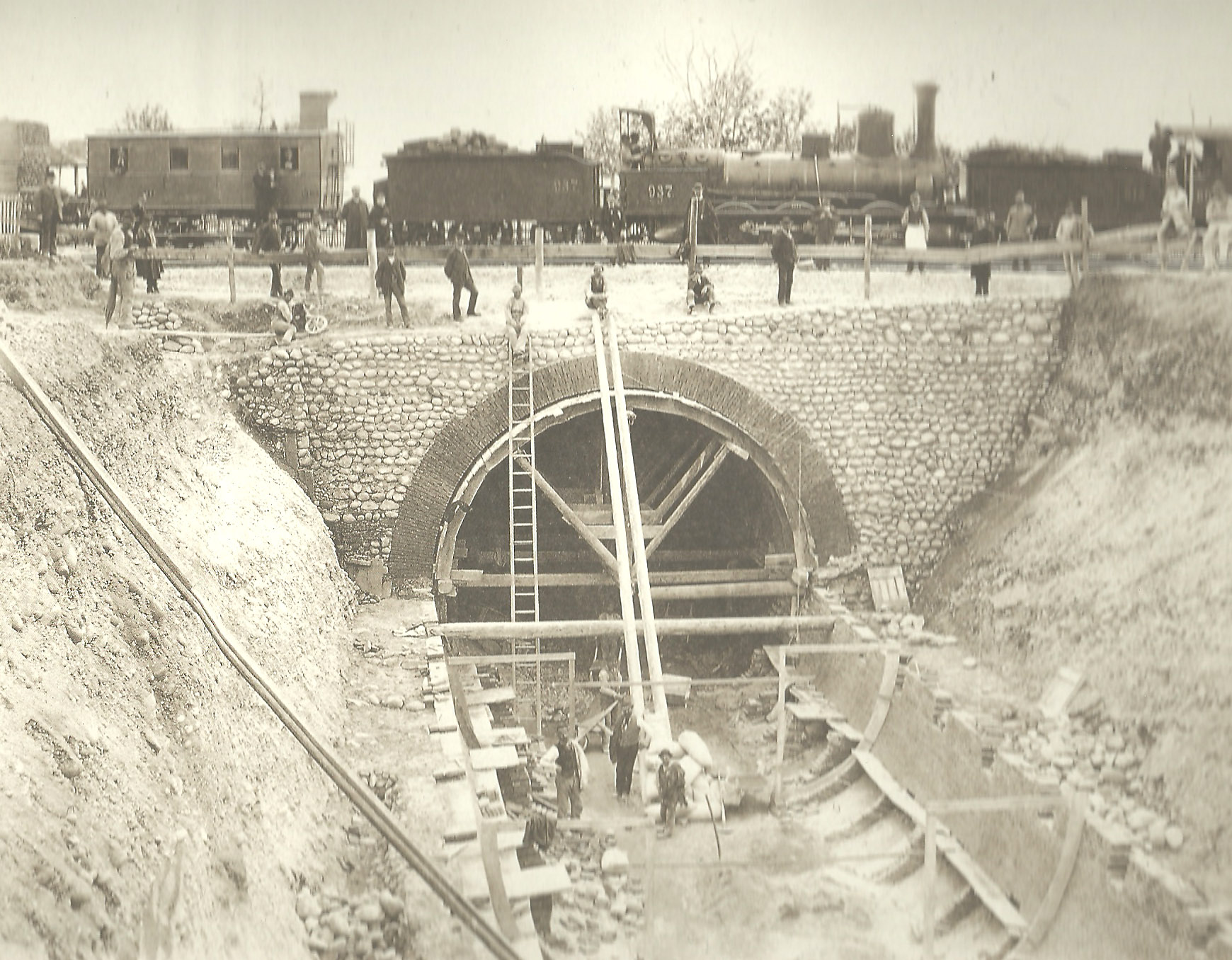
Passaggio del Canale Camuzzoni sotto la ferrovia
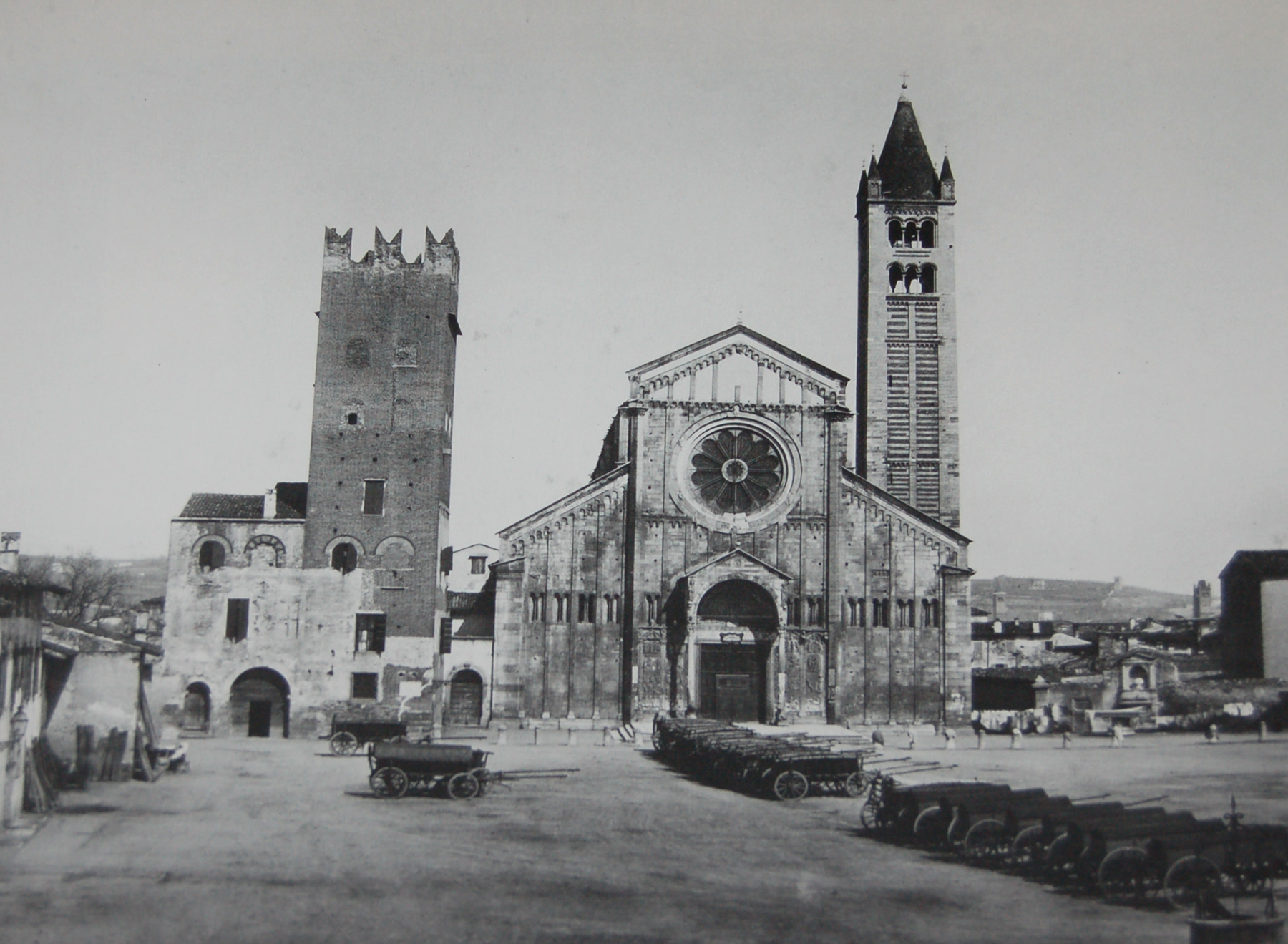
Basilica di San Zeno a Verona
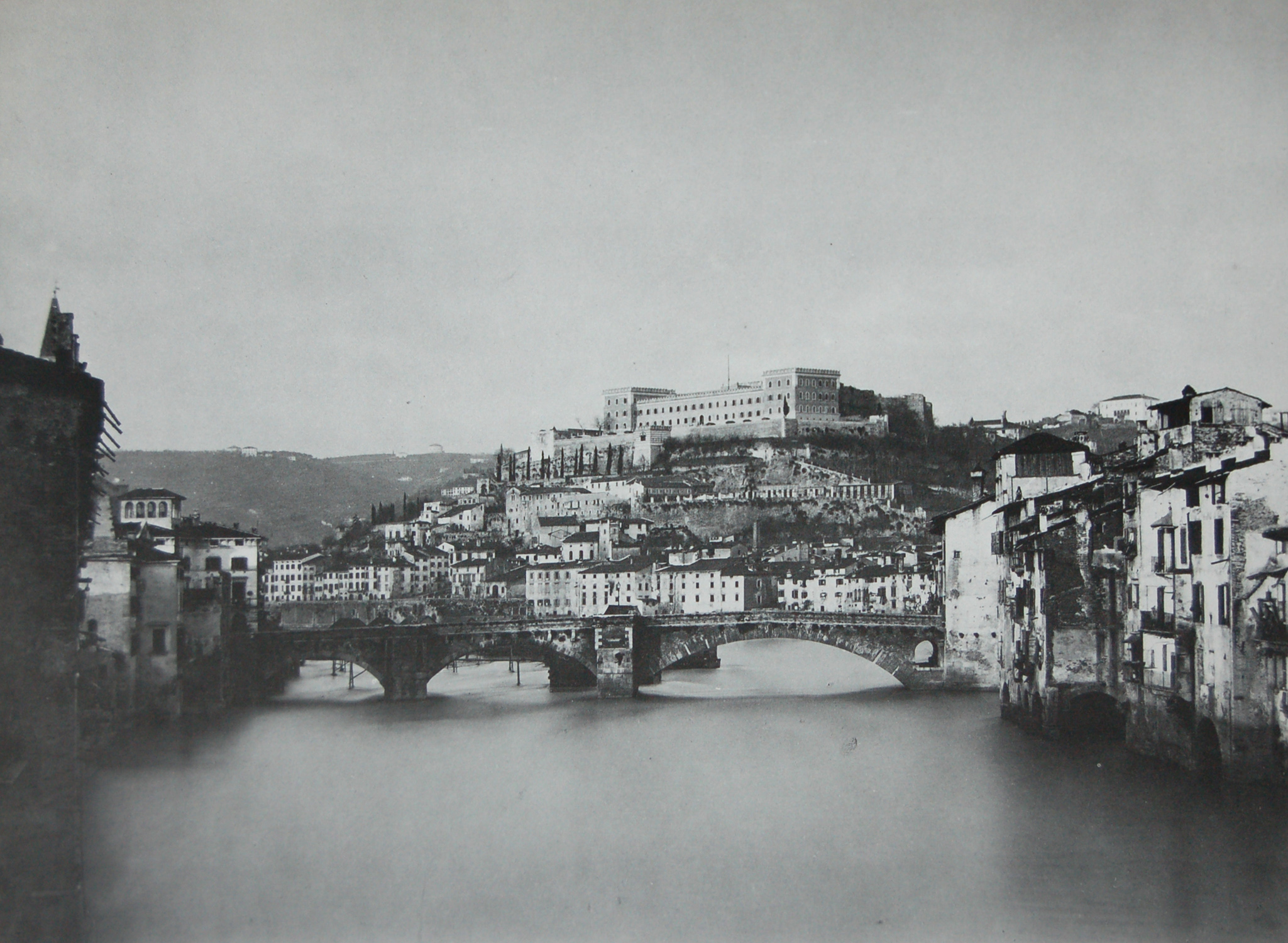
Colle San Pietro
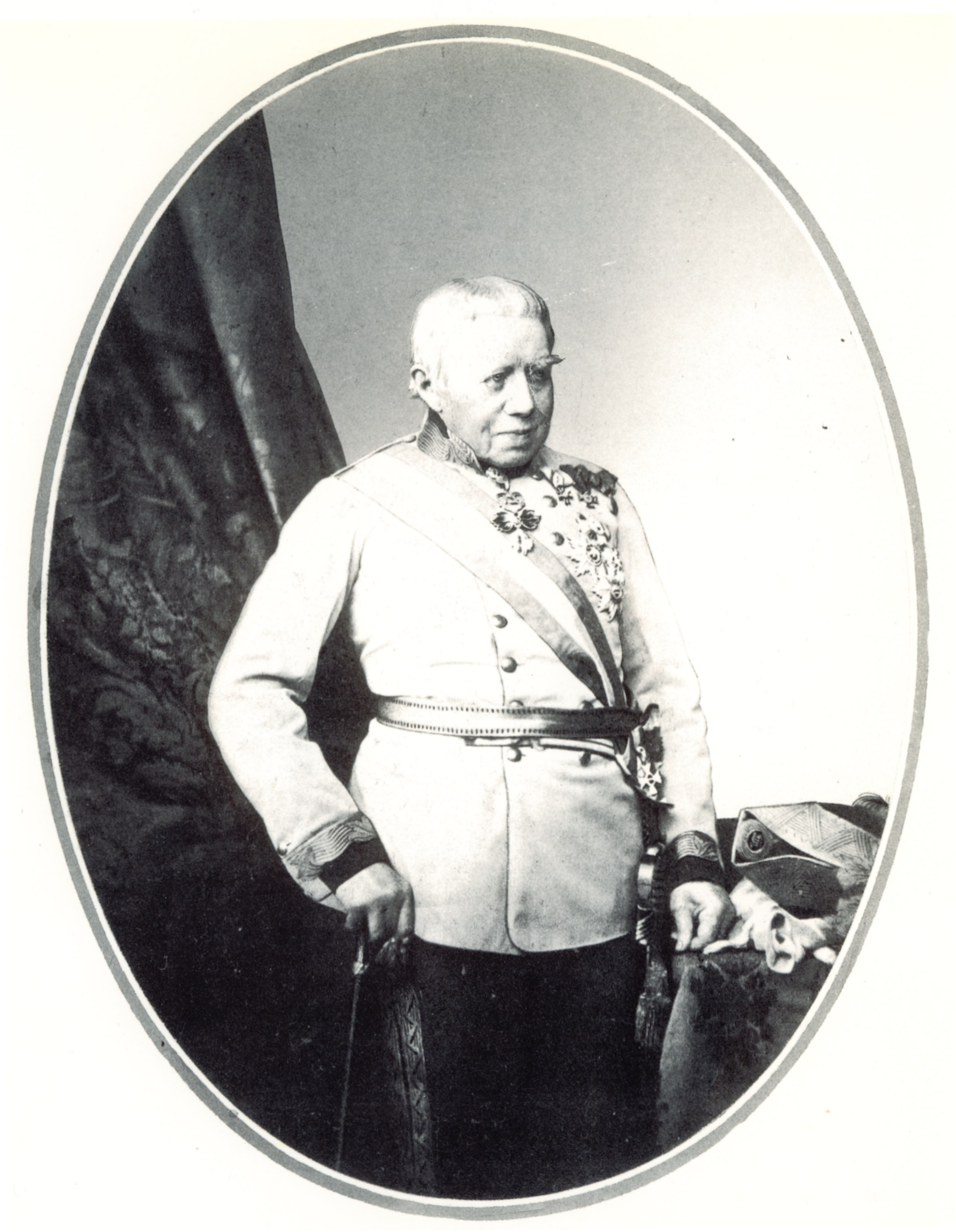
Il feldmaresciallo Josef Radetzky fotografato da Lotze
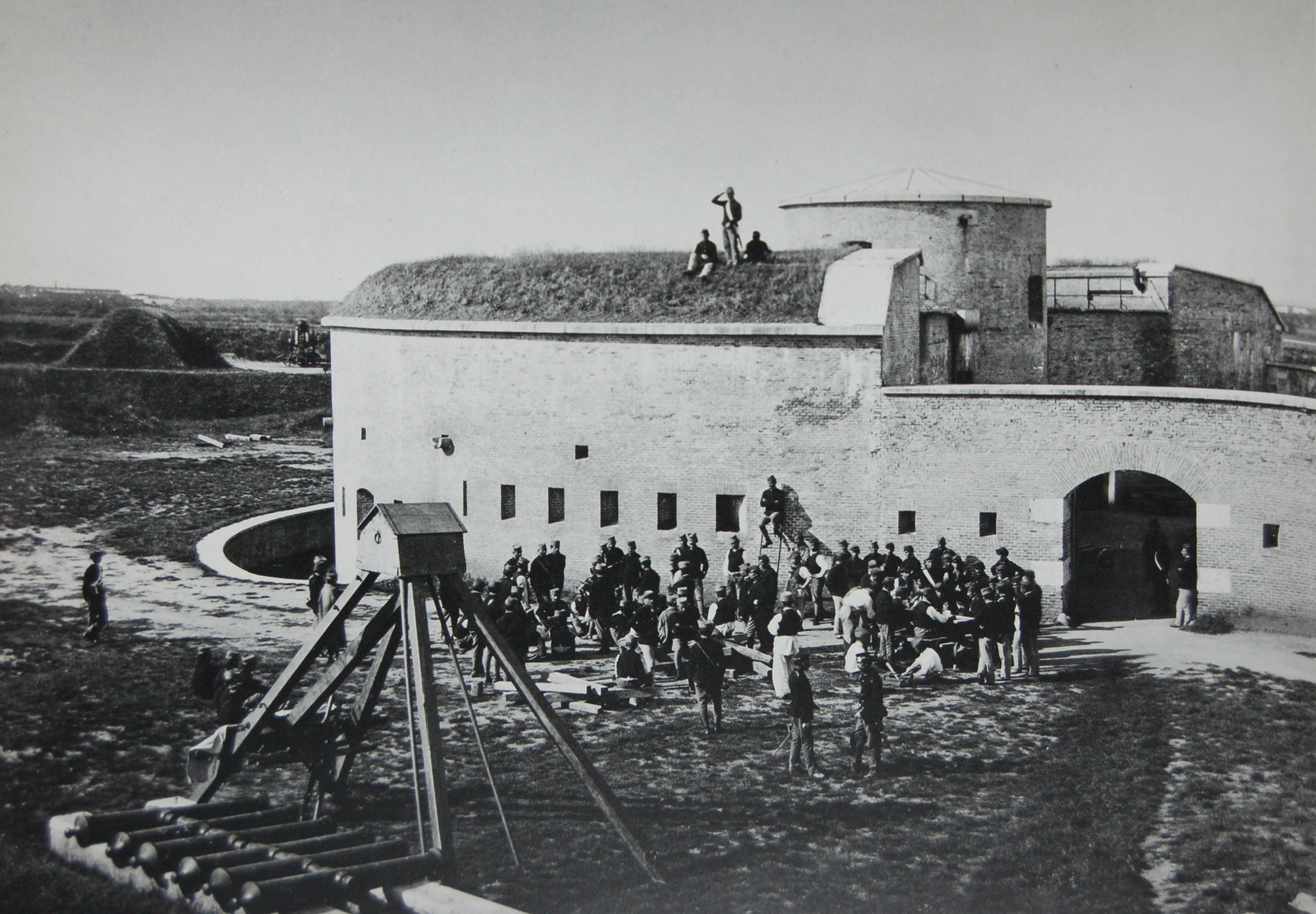
Forte Santa Caterina
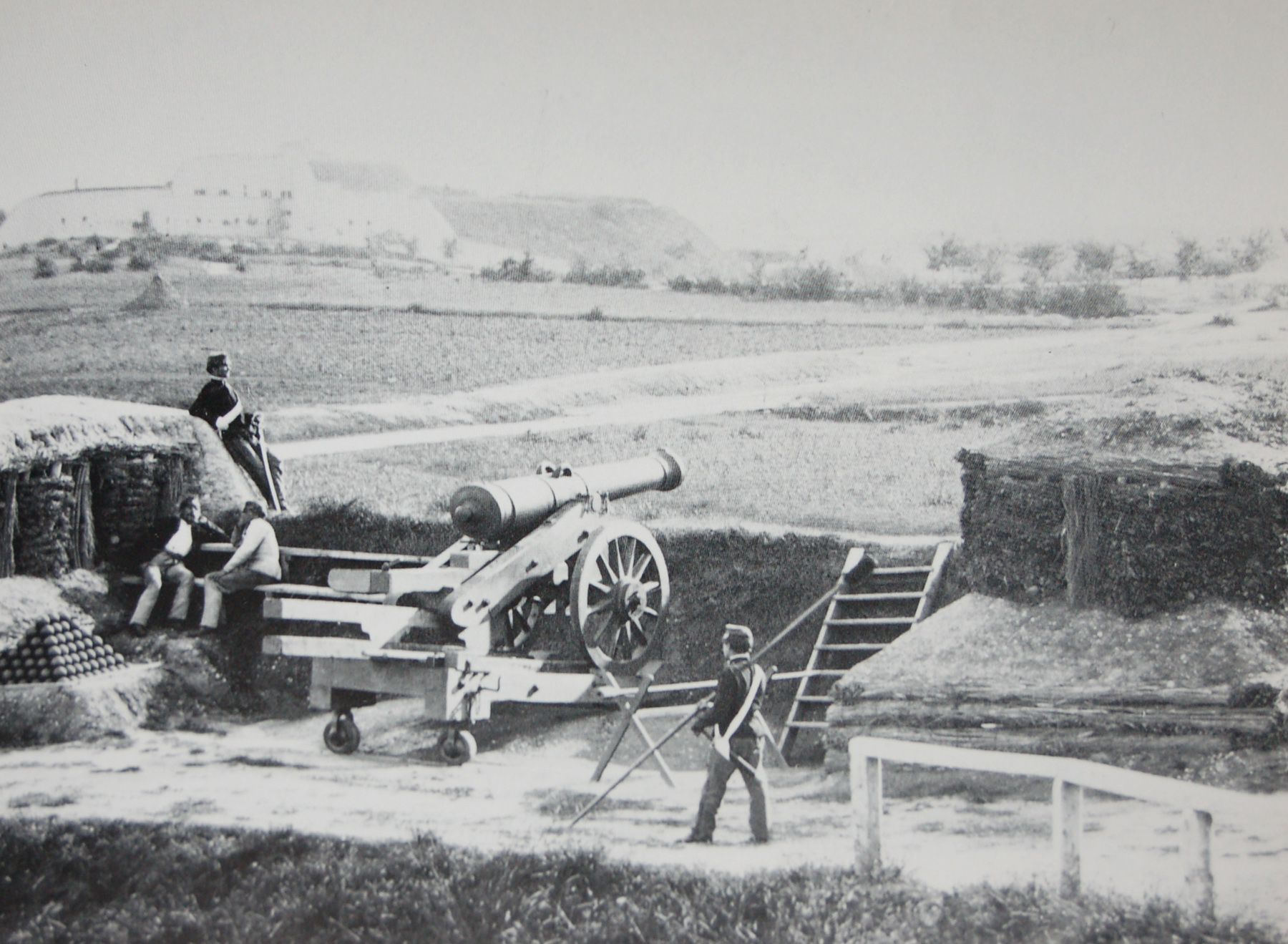
Forte di Verona
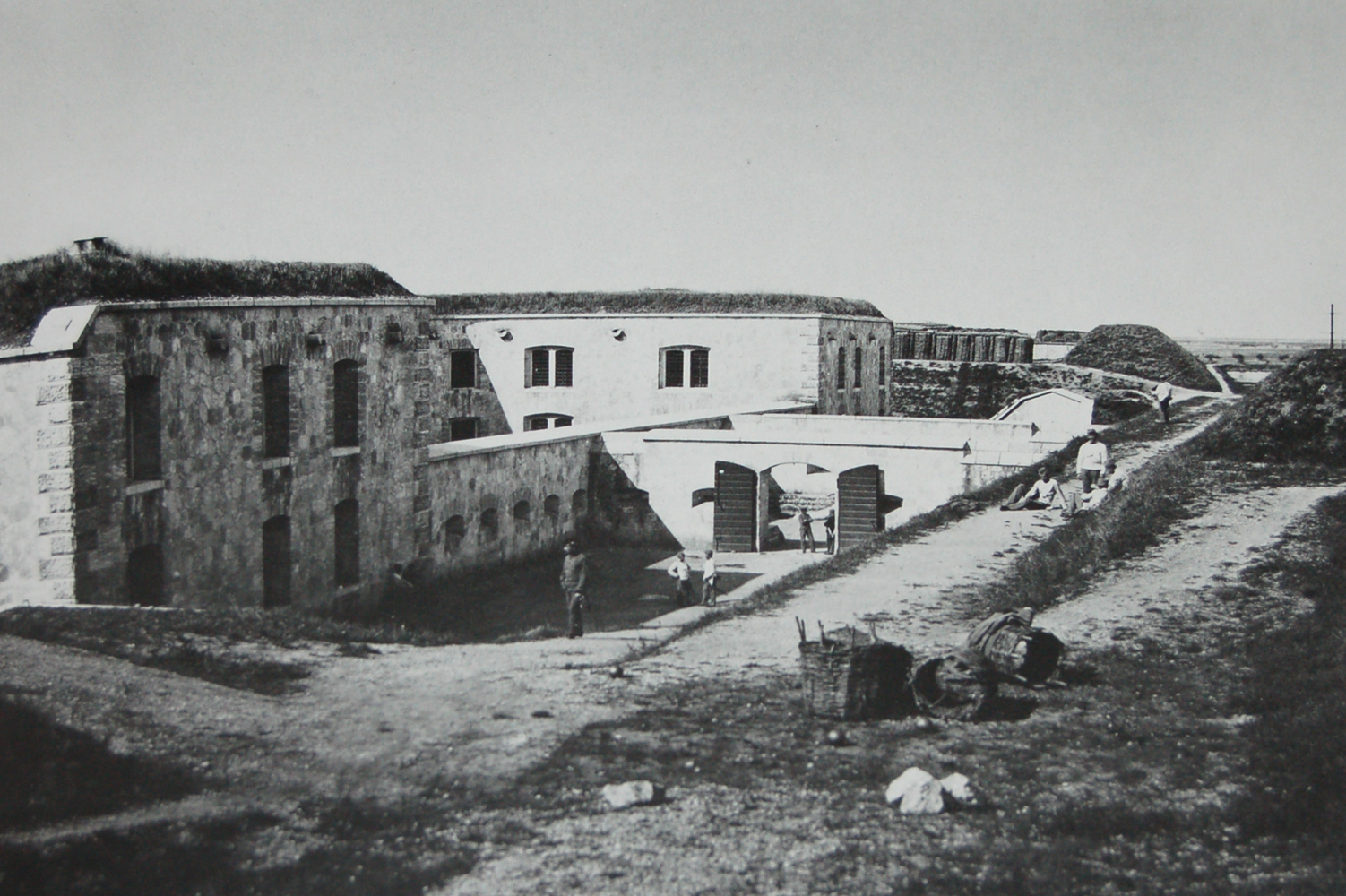
Forte Dossobuono